# ヘンダーソン郡 (ケンタッキー州)

ケンタッキー州内の位置

ヘンダーソン郡（Henderson County）は、アメリカ合衆国ケンタッキー州内に位置する郡である。人口は44,829人（2000年）。郡庁所在地はヘンダーソンである。この郡はTransylvania Company を創設した、リチャード・ヘンダーソン大佐の名を取って命名された。

## 地理
アメリカ合衆国統計局によると、この郡は総面積1,210 km2 (467 mi2) である。このうち1,140 km2 (440 mi2) が陸地で70 km2 (27 mi2) が水地域である。総面積の5.80%が水地域となっている。

### 隣接する郡
- ポージー郡 (インディアナ州)  (オハイオ川を超えた、北西)
- バンダーバーグ郡 (インディアナ州)  (オハイオ川を超えた、北)
- ウォリック郡 (インディアナ州)  (オハイオ川を超えた、北東)
- デイビース郡  (東)
- マクリーン郡  (南東)
- ウェブスター郡  (南)
- ユニオン郡  (西)

## 人口動勢
2000年国勢調査で、この郡は人口44,829人、18,095世帯、及び12,576家族が暮らしている。人口密度は39/km2 (102/mi2) である。17/km2 (44/mi2) の平均的な密度に19,466軒の住宅が建っている。この都市の人種的な構成は白人91.16%、アフリカン・アメリカン7.10%、先住民0.16%、アジア0.33%、太平洋諸島系0.01%、その他の人種0.39%、及び混血0.86%である。ここの人口の0.97%はヒスパニックまたはラテン系である。
この郡内の住民は24.60%が18歳未満の未成年、18歳以上24歳以下が8.40%、25歳以上44歳以下が30.00%、45歳以上64歳以下が23.90%、及び65歳以上が13.10%にわたっている。中央値年齢は37歳である。女性100人ごとに対して男性は93.60人である。18歳以上の女性100人ごとに対して男性は90.60人である。
この郡内の世帯ごとの平均的な収入は35,892米ドルであり、家族ごとの平均的な収入は44,703米ドルである。男性は33,838米ドルに対して女性は22,572米ドルの平均的な収入がある。この郡の一人当たりの収入 (per capita income) は18,470米ドルである。人口の12.30%及び家族の9.70% は貧困線以下である。全人口のうち18歳未満の17.20%及び65歳以上の10.10%は貧困線以下の生活を送っている。

## 都市及び町
- ヘンダーソン
- Corydon
- Robards